# Ignisious Gaisah
Ignisious Gaisah, född 20 juli 1983, är en friidrottare från Ghana (längdhopp).
Gaisahs första mästerskap var VM i Paris 2003 där han slutade fyra. Vid OS 2004 blev Gaisah sexa. Den första mästerskapsmedaljen kom vid VM 2005 i Helsingfors där han slutade tvåa efter amerikanen Dwight Phillips. 
År 2006 var ett lyckosamt år för Gaisah med både seger på inomhus VM i Moskva och senare seger vid samväldesspelen. Under året noterade Gaisah även sitt personliga rekord på 8,43.